# Lomonosov (by)
 For alternative betydninger, se Lomonosov (flertydig). (Se også artikler, som begynder med Lomonosov)
Lomonosov (russisk: Ломоно́сов, tr. Lomonósov), indtil 1948 Oranienbaum (russisk: Ораниенба́ум, tr. Oranienbáum) er en by vest for Sankt Petersborg i Rusland. Byen har 39.088 (2023) indbyggere. Den ligger ved kysten af Den Finske Bugt 40 km fra Sankt Petersborg.
Det historiske slots- og parkanlæg Oranienbaum ligger i Lomonosov. Slottet var det eneste slot i Sankt Petersborgs omegn, der ikke blev erobret af Nazi-Tyskland under Anden Verdenskrig. Det historiske bycentrum med slots- og parkanlægget i Lomonosov blev optaget på UNESCO's Verdensarvsliste i 1990.
Komponisten Igor Stravinskij (1882–1971) blev født i Oranienbaum.

## Galleri
- Lomonosovs byport
- Pavilion i slots- og parkanlægget Oranienbaum
- Det Store Mensjikov-palads
- Det Store Mensjikov-palads
- Det Store Mensjikov-palads